# 文の家かしく
文の家 かしく（ふみのや かしく）は、落語の名跡。江戸と上方の二流あるが、2代目の死後は、いずれも空き名跡となっている。なお、上方初代は主に艶文亭かしくを名乗ったが、便宜上、この項に含める。
「かしく」は女筆で手紙の文末に書く決まり言葉で、「かしこ」と同じ。
- 江戸先代かしく - 後の春麗亭柳花。
- 上方（亭号不明）かしく - 後の2世曽呂利新左衛門。
- 上方初代艶文亭かしく - 後の2代目桂文之助。
- 上方2代目文の家かしく - 後の3代目笑福亭福松。
- 江戸初代文の家かしく（1859年7月 - 1923年3月1日） - 春風蝶柳斎門で蝶々、後に3代目春風亭柳枝門で春風亭楓枝。1906年、かしくとなる。しゃっくり都々逸、音曲を得意とした。享年64。本名: 吉岡力蔵。
- 江戸2代目文の家かしく - 本項にて記述。

## 経歴
- 初め5代目柳亭左楽門下で柳亭喜楽。のちに柳亭左鶴に改名。
- 一時幇間に転じる。
- 大震災後に2代目桂小文治門に移る。桂小文吾から桂やの治に改名。
- 1928年11月、2代目文の家かしくを襲名。
- 1956年頃、文の家可祝に改字。
- 初代同様に音曲を得意としたが、晩年は喉を潰し、専ら落語芸術協会で下座を務める。